# Caps francs

Els pobles francs al. En taronja, l'Imperi romà; en verd els pobles francs.

Aquesta llista de caps francs inclou una relació no exhaustiva dels diferents cabdills de certa rellevància entre el grup ètnic dels francs, establert primerament més enllà de les fronteres de la Germània imperial, vers el segle iii i posteriorment, dispersats per la Gàl·lia. Amb el pas dels segles, després de la caiguda de l'Imperi Romà establiren el Regne Franc amb una major centralització de poders i unificació política, encapçalat per la dinastia merovíngia (segles V a VIII) i més tard per la Dinastia carolíngia (segle x).
Els francs primitivament foren una lliga a caràcter militar entre diversos pobles que es va formar a la meitat del segle iii en resposta a la formació de la lliga dels alamans. Comprenia en un principi els camavis, els catuaris, els brúcters, els ampsivaris i els salis. Més tard, d'altre pobles es van unir a la lliga: els usipets, els tèncters i tubants. Alguns pobles instal·lats a la Gàl·lia Belga s'uniren amb els francs en el curs del segle v: els tongres i els ubis. Godefroy Kurth i Christian Settipani afegeixen a aquesta llista els caucs, però aquesta opinió no és compartida per tots els historiadors. Quant als sicambres, era un poble del segle i del qual els descendents semblen haver-se fos llavors dins els pobles que constituïen l'aliança franca.
Sembla que el terme de francs salis designa un conjunt de pobles francs, localitzats cap a la desembocadura del Rin, mentre que els pobles francs situats més amunt són qualificats de francs renans o més tardanament (segle vii) francs ripuaris. A manca d'una documentació germànica escrita, els diferents caps francs dels del segle iii al V no són coneguts més que pels texts llatins. Com els romans no van començar a parlar dels francs més que quan aquests últims van entrar en relació amb l'Imperi romà, el coneixement d'aquest poble no pot ser més que fragmentari. A més a més, els autors romans no parlen només de francs i no fan més que rarament la distinció entre els pobles que componen aquesta lliga, o més tard amb la localització dels diferents reis o caps. A partir del segle iv, nombrosos oficials procedents de l'aristocràcia franca es posen al servei de l'Imperi Romà i alguns ostentaren les més altes dignitats imperials.
| Nom                           | Títol o funció                                               | Data              | Comentaris |
| ----------------------------- | ------------------------------------------------------------ | ----------------- | --- |
| Gennobald                     | rei franc a la riba de l'Oceà, probablement camau o brúcter. | vers 287-289      | Va sostenir la revolta de Carausi, el qual es proclama emperador a Britànnia i instal·la els francs al nord de la Gàl·lia Belga. El 287, l'emperador Maximià, per evitar deixar aquest cap de pont a l'usurpador, sotmeté els francs i obtingué la fidelitat de Genebald al que va deixar la riba esquerra del Rin i el país de l'Escaut, sota forma de federat. Constanci Clor, successor de Maximià, sotmeté de nou els francs, que havien intentat revoltar-se, abans d'atacar i vèncer Carausi a Bretanya. |
| Ascaric                       | reis probablement brúcters                                   | vers 306-307      | El 306, envaïren la Gàl·lia, però foren vençuts i capturats per Constantí I el Gran, que els va fer llançar a les feres a Trèveris |
| Merogasi (o Ragasi)           | reis probablement brúcters                                   | vers 306-307      | El 306, envaïren la Gàl·lia, però foren vençuts i capturats per Constantí I el Gran, que els va fer llançar a les feres a Trèveris |
| Bonitus                       | cap franc transrenà mestre de la milícia                     | 324               | Soldat franc que va fer diversos serveis a Constantí I el Gran contra Licini |
| Silvà (Claudius Silvanus)     | general al servei de Roma                                    | vers 350-355      | Silvà, fill de Bonitus, sostingué l'emperador Constanci II contra Magnenci i assegurà la victòria de Constanci (353). Però fou acusat de traïció per una facció de la cort. Dos oficials francs, Malaric i Mallobald van agafar la seva defensa, un proposà d'anar a buscar Silvà per absoldre'l, mentre que l'altre es queda a Roma en ostatge, però Silvà, embogit per l'acusació, es proclama emperador i fou mort poc després, el 355                                                                      |
| Malaric                       | oficial al servei de Roma                                    | vers 350-355      | Silvà, fill de Bonitus, sostingué l'emperador Constanci II contra Magnenci i assegurà la victòria de Constanci (353). Però fou acusat de traïció per una facció de la cort. Dos oficials francs, Malaric i Mallobald van agafar la seva defensa, un proposà d'anar a buscar Silvà per absoldre'l, mentre que l'altre es queda a Roma en ostatge, però Silvà, embogit per l'acusació, es proclama emperador i fou mort poc després, el 355                                                                      |
| Mallobald                     | tribú                                                        | vers 350-355      | Silvà, fill de Bonitus, sostingué l'emperador Constanci II contra Magnenci i assegurà la victòria de Constanci (353). Però fou acusat de traïció per una facció de la cort. Dos oficials francs, Malaric i Mallobald van agafar la seva defensa, un proposà d'anar a buscar Silvà per absoldre'l, mentre que l'altre es queda a Roma en ostatge, però Silvà, embogit per l'acusació, es proclama emperador i fou mort poc després, el 355                                                                      |
| Carietó                       | cap dels francs salis                                        | vers 358          | Carietó, cap sali aliat amb els romans, atacà per al seu compte el 358 els camavis, una altra tribu franca, i va vèncer el seu rei capturant al seu fill Nebigast |
| Nebigast                      | príncep camau                                                | vers 358          | Carietó, cap sali aliat amb els romans, atacà per al seu compte el 358 els camavis, una altra tribu franca, i va vèncer el seu rei capturant al seu fill Nebigast |
| Merobald (Flavius Merobaudes) | general de Roma                                              | vers 363-383      | fidel de l'emperador Julià l'Apòstata, i després a Valentinià I, partidari a la seva mort de Valentinià II contra el seu germà Flavi Gracià, cònsol el 377 i el 383, mort el mateix any i enterrat a Trèveris |
| Teutomer                      | oficial al servei de Roma                                    | vers 363          | oficial de Julià l'Apòstata |
| Mel·lobaudes                  | comte dels domèstics rei dels francs                         | vers 378          | És probablement diferent del contemporani homònim de Silvà i Malaric, encara que la qüestió no sembli del tot definida. Comte dels domèstics, va combatre els saxons el 373 per compte de l'emperador Valentinià I, s'uneix a Flavi Gracià el 375 a la mort de Valentinià i combaté als alamans aliats amb Valentinià II. El 378 és qualificat de rei dels francs. |
| Ricomer (Flavius Richomeres)  | comte des domèstics mestre de la milícia o magister militum  | vers 377-393      | potser fill de Teutomer. Comte dels domèstics, magister militum, cònsol el 384, mort el 393. |
| Bautó (Flavius Bauto)         | general al servei de Roma                                    | 385               | Mestre de la milícia i cònsol el 385 d'origen renà, segons Christian Settipani, que suggereix que aquest nom de Bautó és un diminutiu de Baldric o Baudogast. |
| Arbogast                      | general al servei de Roma                                    | 385-394           | fill de Bautó i nebot de Ricomer. Mestre de la milícia el 385, rebutja el 393 la invasió dels tres caps francs renans Genobaud, Marcomir i Sunnó, però fou derrotat per Teodosi I el Gran el 394 i es va suïcidar. La seva filla Èlia Eudòxia es va casar el 395 amb l'emperador Arcadi |
| Gennobald                     | ducs o reis dels francs renans                               | vers 388-400      | Envairen la regió de Colònia el 388, però foren derrotats per Arbogast el 393. Marcomir fou exiliat a Etrúria i Sunnó assassinat el 400. |
| Marcomir                      | ducs o reis dels francs renans                               | vers 388-400      | Envairen la regió de Colònia el 388, però foren derrotats per Arbogast el 393. Marcomir fou exiliat a Etrúria i Sunnó assassinat el 400. |
| Sunnó (Sunnon)                | ducs o reis dels francs renans                               | vers 388-400      | Envairen la regió de Colònia el 388, però foren derrotats per Arbogast el 393. Marcomir fou exiliat a Etrúria i Sunnó assassinat el 400. |
| Edobic o Edobinc              | cap franc potser oficial al servei de Roma                   | 407-410           | Va sostenir la usurpació de l'emperador Constantí, però fou derrotat el 410 per Constanci. |
| Teodomir                      | rei dels francs                                              | vers 421-428      | Citat per Gregori de Tours, fill de Ricomer i d'Ascyla, degollada amb la seva mare pels Romans en una data que varia segons els autors: 421 o 428. |
| Faramond (Pharamond) (?)      | rei dels francs                                              | inici del segle v | Contràriament als precedents caps francs no és esmentat per fonts contemporànies, sinó pel Líber Historiae Francorum, escrit el 724, que el fa fill de Marcomer i pare de Chodió. És a causa d'aquest text tardà que la seva historicitat i els seus parentius són qüestionats pels historiadors, encara que el seu nom fou després portat per l'aristocràcia franca. |
| Khildebert I (?)              | rei dels francs a Trèveris                                   | inici segle v     | Altre rei esmentat després de la seva època, pel stemma Aridii, genealogia datant del segle xii, presentant-lo com un rei franc a Trèveris al començament del segle v, casat amb una Maquilde i pare de Waldeca, ella mateixa mare d'Astidi, Bisbe de Llemotges mort el 474. |
| Clodió dit «el cabellut»      | rei dels francs salis                                        | vers 428-vers 451 | Intentà la conquesta de Tournai i de Cambrai. Fou derrotat per Aeci, tanmateix aquest li va concedir un foedus a la Gàl·lia Belga. Li va succeir el seu fill Meroveu |
| Meroveu                       | rei dels francs Salis a Tournai                              | vers 451-486      | Meroveue i el seu fill Khilderic I, rei dels francs salis a Tournai, van succeir Clodió el Cabellut. Khildéric I fou el pare de Clodoveu I |
| Khilderic I                   | rei dels francs Salis a Tournai                              | vers 451-486      | Meroveue i el seu fill Khilderic I, rei dels francs salis a Tournai, van succeir Clodió el Cabellut. Khildéric I fou el pare de Clodoveu I |
| Sigismer                      | príncep franc renà                                           | v. 469            | Príncep franc renà, del qual la vinguda a Lió el 469, al regne burgundi, per casar-se, és descrita en una carta de Sidoni Apol·linar. |
| Arbogast                      | comte romà de Trèveris                                       | 471-480           | fill d'Arigi, descendent del general Arbogast. Comte de Trèveris citat el 471 i que es cartejava amb Sidoni Apol·linar. És potser idèntic a l'Arbogast que fou bisbe de Chartres a partir del 480 |
| Ragnacari                     | rei sali a Cambrai                                           | vers 491 o 510    | reis salis, germans, parents de Clodoveu I i eliminats per aquest |
| Rigomer o Ricomer             | rei sali                                                     | vers 491 o 510    | reis salis, germans, parents de Clodoveu I i eliminats per aquest |
| Riquer                        | rei sali (a Mans ?)                                          | vers 491 o 510    | reis salis, germans, parents de Clodoveu I i eliminats per aquest |
| Cararic                       | rei franc probablement sali                                  | vers 491 o 510    | Rei sali (de Tongres, segons Godefroid Kurth), parent de Clodoveu I i eliminat per aquest |
| Sigebert dit «el coix»        | reis dels francs renans a Colònia                            | vers 496-508      | Sigebert el coix i el seu fill Cloderic foren reis dels francs renans a Colònia i pares de Clodoveu |
| Cloderic                      | reis dels francs renans a Colònia                            | vers 496-508      | Sigebert el coix i el seu fill Cloderic foren reis dels francs renans a Colònia i pares de Clodoveu |

## Llinatge genealògic
Els reis francs al segle v i el seu parentiu.
|                              |                              |                              |                              | NN rei dels chamavis           | NN rei dels chamavis           | NN rei dels chamavis           | NN rei dels chamavis           | NN rei dels chamavis           | NN rei dels chamavis           |                            |                            |                            |                            |  |  |                                        |                                        |                                        |                                        |                                        |                                        |  |  |                                    |                                    | Teutomer general franc             | Teutomer general franc             | Teutomer general franc             | Teutomer general franc             | Teutomer general franc    | Teutomer general franc    |                                      |                                      |                                      |                                      |                                      |                                      |                                         |                                         |                                           |                                           |                                           |                                           |                                           |                                           |                           |                           |                                     |                                     |                                     |                                     |                                                  |                                                  |                                                  |                                                  |                                                  |                                                  |                              |                              |                              |                              |                           |                           |                                         |                                         |                                         |                                         |                                         |                                         |  |  |  |  |  |  |  |  |  |  |  |  |  |  |  |  |  |  |  |  |  |  |  |  |  |  |  |  |  |  |  |  |  |  |  |  |  |  |  |  |  |  |  |  |
|                              |                              |                              |                              | NN rei dels chamavis           | NN rei dels chamavis           | NN rei dels chamavis           | NN rei dels chamavis           | NN rei dels chamavis           | NN rei dels chamavis           |                            |                            |                            |                            |  |  |                                        |                                        |                                        |                                        |                                        |                                        |  |  |                                    |                                    | Teutomer general franc             | Teutomer general franc             | Teutomer general franc             | Teutomer general franc             | Teutomer general franc    | Teutomer general franc    |                                      |                                      |                                      |                                      |                                      |                                      |                                         |                                         |                                           |                                           |                                           |                                           |                                           |                                           |                           |                           |                                     |                                     |                                     |                                     |                                                  |                                                  |                                                  |                                                  |                                                  |                                                  |                              |                              |                              |                              |                           |                           |                                         |                                         |                                         |                                         |                                         |                                         |  |  |  |  |  |  |  |  |  |  |  |  |  |  |  |  |  |  |  |  |  |  |  |  |  |  |  |  |  |  |  |  |  |  |  |  |  |  |  |  |  |  |  |  |
|                              |                              |                              |                              |                                |                                |                                |                                |                                |                                |                            |                            |                            |                            |  |  |                                        |                                        |                                        |                                        |                                        |                                        |  |  |                                    |                                    |                                    |                                    |                                    |                                    |                           |                           |                                      |                                      |                                      |                                      |                                      |                                      |                                         |                                         |                                           |                                           |                                           |                                           |                                           |                                           |                           |                           |                                     |                                     |                                     |                                     |                                                  |                                                  |                                                  |                                                  |                                                  |                                                  |                              |                              |                              |                              |                           |                           |                                         |                                         |                                         |                                         |                                         |                                         |  |  |  |  |  |  |  |  |  |  |  |  |  |  |  |  |  |  |  |  |  |  |  |  |  |  |  |  |  |  |  |  |  |  |  |  |  |  |  |  |  |  |  |  |
| Nebigast príncep camau (358) | Nebigast príncep camau (358) | Nebigast príncep camau (358) | Nebigast príncep camau (358) | Nebigast príncep camau (358)   | Nebigast príncep camau (358)   |                                |                                | Bautó cònsol (385) († 388)     | Bautó cònsol (385) († 388)     | Bautó cònsol (385) († 388) | Bautó cònsol (385) († 388) | Bautó cònsol (385) († 388) | Bautó cònsol (385) († 388) |  |  | NN                                     | NN                                     | NN                                     | NN                                     | NN                                     | NN                                     |  |  |                                    |                                    |                                    |                                    |                                    |                                    |                           |                           |                                      |                                      |                                      |                                      |                                      |                                      | Flavius Richomeres cònsol (384) († 393) | Flavius Richomeres cònsol (384) († 393) | Flavius Richomeres cònsol (384) († 393)   | Flavius Richomeres cònsol (384) († 393)   | Flavius Richomeres cònsol (384) († 393)   | Flavius Richomeres cònsol (384) († 393)   |                                           |                                           | Ascyla                    | Ascyla                    | Ascyla                              | Ascyla                              | Ascyla                              | Ascyla                              |                                                  |                                                  |                                                  |                                                  | Marcomir duc franc (388)                         | Marcomir duc franc (388)                         | Marcomir duc franc (388)     | Marcomir duc franc (388)     | Marcomir duc franc (388)     | Marcomir duc franc (388)     |                           |                           | Sunnó duc franc (388)                   | Sunnó duc franc (388)                   | Sunnó duc franc (388)                   | Sunnó duc franc (388)                   | Sunnó duc franc (388)                   | Sunnó duc franc (388)                   |  |  |  |  |  |  |  |  |  |  |  |  |  |  |  |  |  |  |  |  |  |  |  |  |  |  |  |  |  |  |  |  |  |  |  |  |  |  |  |  |  |  |  |  |
| Nebigast príncep camau (358) | Nebigast príncep camau (358) | Nebigast príncep camau (358) | Nebigast príncep camau (358) | Nebigast príncep camau (358)   | Nebigast príncep camau (358)   |                                |                                | Bautó cònsol (385) († 388)     | Bautó cònsol (385) († 388)     | Bautó cònsol (385) († 388) | Bautó cònsol (385) († 388) | Bautó cònsol (385) († 388) | Bautó cònsol (385) († 388) |  |  | NN                                     | NN                                     | NN                                     | NN                                     | NN                                     | NN                                     |  |  |                                    |                                    |                                    |                                    |                                    |                                    |                           |                           |                                      |                                      |                                      |                                      |                                      |                                      | Flavius Richomeres cònsol (384) († 393) | Flavius Richomeres cònsol (384) († 393) | Flavius Richomeres cònsol (384) († 393)   | Flavius Richomeres cònsol (384) († 393)   | Flavius Richomeres cònsol (384) († 393)   | Flavius Richomeres cònsol (384) († 393)   |                                           |                                           | Ascyla                    | Ascyla                    | Ascyla                              | Ascyla                              | Ascyla                              | Ascyla                              |                                                  |                                                  |                                                  |                                                  | Marcomir duc franc (388)                         | Marcomir duc franc (388)                         | Marcomir duc franc (388)     | Marcomir duc franc (388)     | Marcomir duc franc (388)     | Marcomir duc franc (388)     |                           |                           | Sunnó duc franc (388)                   | Sunnó duc franc (388)                   | Sunnó duc franc (388)                   | Sunnó duc franc (388)                   | Sunnó duc franc (388)                   | Sunnó duc franc (388)                   |  |  |  |  |  |  |  |  |  |  |  |  |  |  |  |  |  |  |  |  |  |  |  |  |  |  |  |  |  |  |  |  |  |  |  |  |  |  |  |  |  |  |  |  |
|                              |                              |                              |                              |                                |                                |                                |                                |                                |                                |                            |                            |                            |                            |  |  |                                        |                                        |                                        |                                        |                                        |                                        |  |  |                                    |                                    |                                    |                                    |                                    |                                    |                           |                           |                                      |                                      |                                      |                                      |                                      |                                      |                                         |                                         |                                           |                                           |                                           |                                           |                                           |                                           |                           |                           |                                     |                                     |                                     |                                     |                                                  |                                                  |                                                  |                                                  |                                                  |                                                  |                              |                              |                              |                              |                           |                           |                                         |                                         |                                         |                                         |                                         |                                         |  |  |  |  |  |  |  |  |  |  |  |  |  |  |  |  |  |  |  |  |  |  |  |  |  |  |  |  |  |  |  |  |  |  |  |  |  |  |  |  |  |  |  |  |
|                              |                              |                              |                              |                                |                                |                                |                                |                                |                                |                            |                            |                            |                            |  |  |                                        |                                        |                                        |                                        |                                        |                                        |  |  |                                    |                                    |                                    |                                    |                                    |                                    |                           |                           |                                      |                                      |                                      |                                      |                                      |                                      |                                         |                                         |                                           |                                           |                                           |                                           |                                           |                                           |                           |                           |                                     |                                     |                                     |                                     |                                                  |                                                  |                                                  |                                                  |                                                  |                                                  |                              |                              |                              |                              |                           |                           |                                         |                                         |                                         |                                         |                                         |                                         |  |  |  |  |  |  |  |  |  |  |  |  |  |  |  |  |  |  |  |  |  |  |  |  |  |  |  |  |  |  |  |  |  |  |  |  |  |  |  |  |  |  |  |  |
| Arcadi emperador (395-408)   | Arcadi emperador (395-408)   | Arcadi emperador (395-408)   | Arcadi emperador (395-408)   | Arcadi emperador (395-408)     | Arcadi emperador (395-408)     |                                |                                | Èlia Eudòxia († 404)           | Èlia Eudòxia († 404)           | Èlia Eudòxia († 404)       | Èlia Eudòxia († 404)       | Èlia Eudòxia († 404)       | Èlia Eudòxia († 404)       |  |  | Arbogast general († 394)               | Arbogast general († 394)               | Arbogast general († 394)               | Arbogast general († 394)               | Arbogast general († 394)               | Arbogast general († 394)               |  |  |                                    |                                    |                                    |                                    | Walia rei visigot († 418)          | Walia rei visigot († 418)          | Walia rei visigot († 418) | Walia rei visigot († 418) | Walia rei visigot († 418)            | Walia rei visigot († 418)            |                                      |                                      | NN                                   | NN                                   | NN                                      | NN                                      | NN                                        | NN                                        |                                           |                                           |                                           |                                           |                           |                           | Teodomir rei franc († 420)          | Teodomir rei franc († 420)          | Teodomir rei franc († 420)          | Teodomir rei franc († 420)          | Teodomir rei franc († 420)                       | Teodomir rei franc († 420)                       |                                                  |                                                  | N (Faramond ?)                                   | N (Faramond ?)                                   | N (Faramond ?)               | N (Faramond ?)               | N (Faramond ?)               | N (Faramond ?)               |                           |                           |                                         |                                         |                                         |                                         |                                         |                                         |  |  |  |  |  |  |  |  |  |  |  |  |  |  |  |  |  |  |  |  |  |  |  |  |  |  |  |  |  |  |  |  |  |  |  |  |  |  |  |  |  |  |  |  |
| Arcadi emperador (395-408)   | Arcadi emperador (395-408)   | Arcadi emperador (395-408)   | Arcadi emperador (395-408)   | Arcadi emperador (395-408)     | Arcadi emperador (395-408)     |                                |                                | Èlia Eudòxia († 404)           | Èlia Eudòxia († 404)           | Èlia Eudòxia († 404)       | Èlia Eudòxia († 404)       | Èlia Eudòxia († 404)       | Èlia Eudòxia († 404)       |  |  | Arbogast general († 394)               | Arbogast general († 394)               | Arbogast general († 394)               | Arbogast general († 394)               | Arbogast general († 394)               | Arbogast general († 394)               |  |  |                                    |                                    |                                    |                                    | Walia rei visigot († 418)          | Walia rei visigot († 418)          | Walia rei visigot († 418) | Walia rei visigot († 418) | Walia rei visigot († 418)            | Walia rei visigot († 418)            |                                      |                                      | NN                                   | NN                                   | NN                                      | NN                                      | NN                                        | NN                                        |                                           |                                           |                                           |                                           |                           |                           | Teodomir rei franc († 420)          | Teodomir rei franc († 420)          | Teodomir rei franc († 420)          | Teodomir rei franc († 420)          | Teodomir rei franc († 420)                       | Teodomir rei franc († 420)                       |                                                  |                                                  | N (Faramond ?)                                   | N (Faramond ?)                                   | N (Faramond ?)               | N (Faramond ?)               | N (Faramond ?)               | N (Faramond ?)               |                           |                           |                                         |                                         |                                         |                                         |                                         |                                         |  |  |  |  |  |  |  |  |  |  |  |  |  |  |  |  |  |  |  |  |  |  |  |  |  |  |  |  |  |  |  |  |  |  |  |  |  |  |  |  |  |  |  |  |
|                              |                              |                              |                              |                                |                                |                                |                                |                                |                                |                            |                            |                            |                            |  |  |                                        |                                        |                                        |                                        |                                        |                                        |  |  |                                    |                                    |                                    |                                    |                                    |                                    |                           |                           |                                      |                                      |                                      |                                      |                                      |                                      |                                         |                                         |                                           |                                           |                                           |                                           |                                           |                                           |                           |                           |                                     |                                     |                                     |                                     |                                                  |                                                  |                                                  |                                                  |                                                  |                                                  |                              |                              |                              |                              |                           |                           |                                         |                                         |                                         |                                         |                                         |                                         |  |  |  |  |  |  |  |  |  |  |  |  |  |  |  |  |  |  |  |  |  |  |  |  |  |  |  |  |  |  |  |  |  |  |  |  |  |  |  |  |  |  |  |  |
|                              |                              |                              |                              |                                |                                |                                |                                |                                |                                |                            |                            |                            |                            |  |  |                                        |                                        |                                        |                                        |                                        |                                        |  |  |                                    |                                    |                                    |                                    |                                    |                                    |                           |                           |                                      |                                      |                                      |                                      |                                      |                                      |                                         |                                         |                                           |                                           |                                           |                                           |                                           |                                           |                           |                           |                                     |                                     |                                     |                                     |                                                  |                                                  |                                                  |                                                  |                                                  |                                                  |                              |                              |                              |                              |                           |                           |                                         |                                         |                                         |                                         |                                         |                                         |  |  |  |  |  |  |  |  |  |  |  |  |  |  |  |  |  |  |  |  |  |  |  |  |  |  |  |  |  |  |  |  |  |  |  |  |  |  |  |  |  |  |  |  |
|                              |                              |                              |                              | Teodosi II emperador (408-410) | Teodosi II emperador (408-410) | Teodosi II emperador (408-410) | Teodosi II emperador (408-410) | Teodosi II emperador (408-410) | Teodosi II emperador (408-410) |                            |                            |                            |                            |  |  | N                                      | N                                      | N                                      | N                                      | N                                      | N                                      |  |  | Hermeric II rei dels sueus († 441) | Hermeric II rei dels sueus († 441) | Hermeric II rei dels sueus († 441) | Hermeric II rei dels sueus († 441) | Hermeric II rei dels sueus († 441) | Hermeric II rei dels sueus († 441) |                           |                           |                                      |                                      |                                      |                                      | NN (casada amb un rei sueu)          | NN (casada amb un rei sueu)          | NN (casada amb un rei sueu)             | NN (casada amb un rei sueu)             | NN (casada amb un rei sueu)               | NN (casada amb un rei sueu)               |                                           |                                           |                                           |                                           |                           |                           |                                     |                                     |                                     |                                     | Clodió el Cabellut rei dels francs († 450)       | Clodió el Cabellut rei dels francs († 450)       | Clodió el Cabellut rei dels francs († 450)       | Clodió el Cabellut rei dels francs († 450)       | Clodió el Cabellut rei dels francs († 450)       | Clodió el Cabellut rei dels francs († 450)       |                              |                              |                              |                              |                           |                           |                                         |                                         |                                         |                                         |                                         |                                         |  |  |  |  |  |  |  |  |  |  |  |  |  |  |  |  |  |  |  |  |  |  |  |  |  |  |  |  |  |  |  |  |  |  |  |  |  |  |  |  |  |  |  |  |
|                              |                              |                              |                              | Teodosi II emperador (408-410) | Teodosi II emperador (408-410) | Teodosi II emperador (408-410) | Teodosi II emperador (408-410) | Teodosi II emperador (408-410) | Teodosi II emperador (408-410) |                            |                            |                            |                            |  |  | N                                      | N                                      | N                                      | N                                      | N                                      | N                                      |  |  | Hermeric II rei dels sueus († 441) | Hermeric II rei dels sueus († 441) | Hermeric II rei dels sueus († 441) | Hermeric II rei dels sueus († 441) | Hermeric II rei dels sueus († 441) | Hermeric II rei dels sueus († 441) |                           |                           |                                      |                                      |                                      |                                      | NN (casada amb un rei sueu)          | NN (casada amb un rei sueu)          | NN (casada amb un rei sueu)             | NN (casada amb un rei sueu)             | NN (casada amb un rei sueu)               | NN (casada amb un rei sueu)               |                                           |                                           |                                           |                                           |                           |                           |                                     |                                     |                                     |                                     | Clodió el Cabellut rei dels francs († 450)       | Clodió el Cabellut rei dels francs († 450)       | Clodió el Cabellut rei dels francs († 450)       | Clodió el Cabellut rei dels francs († 450)       | Clodió el Cabellut rei dels francs († 450)       | Clodió el Cabellut rei dels francs († 450)       |                              |                              |                              |                              |                           |                           |                                         |                                         |                                         |                                         |                                         |                                         |  |  |  |  |  |  |  |  |  |  |  |  |  |  |  |  |  |  |  |  |  |  |  |  |  |  |  |  |  |  |  |  |  |  |  |  |  |  |  |  |  |  |  |  |
|                              |                              |                              |                              |                                |                                |                                |                                |                                |                                |                            |                            |                            |                            |  |  |                                        |                                        |                                        |                                        |                                        |                                        |  |  |                                    |                                    |                                    |                                    |                                    |                                    |                           |                           |                                      |                                      |                                      |                                      |                                      |                                      |                                         |                                         |                                           |                                           |                                           |                                           |                                           |                                           |                           |                           |                                     |                                     |                                     |                                     |                                                  |                                                  |                                                  |                                                  |                                                  |                                                  |                              |                              |                              |                              |                           |                           |                                         |                                         |                                         |                                         |                                         |                                         |  |  |  |  |  |  |  |  |  |  |  |  |  |  |  |  |  |  |  |  |  |  |  |  |  |  |  |  |  |  |  |  |  |  |  |  |  |  |  |  |  |  |  |  |
|                              |                              |                              |                              |                                |                                |                                |                                |                                |                                |                            |                            |                            |                            |  |  | Arigi                                  | Arigi                                  | Arigi                                  | Arigi                                  | Arigi                                  | Arigi                                  |  |  | Requila rei dels sueus († 448)     | Requila rei dels sueus († 448)     | Requila rei dels sueus († 448)     | Requila rei dels sueus († 448)     | Requila rei dels sueus († 448)     | Requila rei dels sueus († 448)     |                           |                           | Ricimer patrici (457-472)            | Ricimer patrici (457-472)            | Ricimer patrici (457-472)            | Ricimer patrici (457-472)            | Ricimer patrici (457-472)            | Ricimer patrici (457-472)            |                                         |                                         | NN x Gondioc reis dels burgundis          | NN x Gondioc reis dels burgundis          | NN x Gondioc reis dels burgundis          | NN x Gondioc reis dels burgundis          | NN x Gondioc reis dels burgundis          | NN x Gondioc reis dels burgundis          |                           |                           | Meroveu rei dels francs († 456)     | Meroveu rei dels francs († 456)     | Meroveu rei dels francs († 456)     | Meroveu rei dels francs († 456)     | Meroveu rei dels francs († 456)                  | Meroveu rei dels francs († 456)                  |                                                  |                                                  |                                                  |                                                  |                              |                              | Clodobald rei dels francs    | Clodobald rei dels francs    | Clodobald rei dels francs | Clodobald rei dels francs | Clodobald rei dels francs               | Clodobald rei dels francs               |                                         |                                         |                                         |                                         |  |  |  |  |  |  |  |  |  |  |  |  |  |  |  |  |  |  |  |  |  |  |  |  |  |  |  |  |  |  |  |  |  |  |  |  |  |  |  |  |  |  |  |  |
|                              |                              |                              |                              |                                |                                |                                |                                |                                |                                |                            |                            |                            |                            |  |  | Arigi                                  | Arigi                                  | Arigi                                  | Arigi                                  | Arigi                                  | Arigi                                  |  |  | Requila rei dels sueus († 448)     | Requila rei dels sueus († 448)     | Requila rei dels sueus († 448)     | Requila rei dels sueus († 448)     | Requila rei dels sueus († 448)     | Requila rei dels sueus († 448)     |                           |                           | Ricimer patrici (457-472)            | Ricimer patrici (457-472)            | Ricimer patrici (457-472)            | Ricimer patrici (457-472)            | Ricimer patrici (457-472)            | Ricimer patrici (457-472)            |                                         |                                         | NN x Gondioc reis dels burgundis          | NN x Gondioc reis dels burgundis          | NN x Gondioc reis dels burgundis          | NN x Gondioc reis dels burgundis          | NN x Gondioc reis dels burgundis          | NN x Gondioc reis dels burgundis          |                           |                           | Meroveu rei dels francs († 456)     | Meroveu rei dels francs († 456)     | Meroveu rei dels francs († 456)     | Meroveu rei dels francs († 456)     | Meroveu rei dels francs († 456)                  | Meroveu rei dels francs († 456)                  |                                                  |                                                  |                                                  |                                                  |                              |                              | Clodobald rei dels francs    | Clodobald rei dels francs    | Clodobald rei dels francs | Clodobald rei dels francs | Clodobald rei dels francs               | Clodobald rei dels francs               |                                         |                                         |                                         |                                         |  |  |  |  |  |  |  |  |  |  |  |  |  |  |  |  |  |  |  |  |  |  |  |  |  |  |  |  |  |  |  |  |  |  |  |  |  |  |  |  |  |  |  |  |
|                              |                              |                              |                              |                                |                                |                                |                                |                                |                                |                            |                            |                            |                            |  |  |                                        |                                        |                                        |                                        |                                        |                                        |  |  |                                    |                                    |                                    |                                    |                                    |                                    |                           |                           |                                      |                                      |                                      |                                      |                                      |                                      |                                         |                                         |                                           |                                           |                                           |                                           |                                           |                                           |                           |                           |                                     |                                     |                                     |                                     |                                                  |                                                  |                                                  |                                                  |                                                  |                                                  |                              |                              |                              |                              |                           |                           |                                         |                                         |                                         |                                         |                                         |                                         |  |  |  |  |  |  |  |  |  |  |  |  |  |  |  |  |  |  |  |  |  |  |  |  |  |  |  |  |  |  |  |  |  |  |  |  |  |  |  |  |  |  |  |  |
|                              |                              |                              |                              |                                |                                |                                |                                |                                |                                |                            |                            |                            |                            |  |  | Arbogast comte de Trèveris (v.471-480) | Arbogast comte de Trèveris (v.471-480) | Arbogast comte de Trèveris (v.471-480) | Arbogast comte de Trèveris (v.471-480) | Arbogast comte de Trèveris (v.471-480) | Arbogast comte de Trèveris (v.471-480) |  |  | Requiari rei dels sueuss († 456)   | Requiari rei dels sueuss († 456)   | Requiari rei dels sueuss († 456)   | Requiari rei dels sueuss († 456)   | Requiari rei dels sueuss († 456)   | Requiari rei dels sueuss († 456)   |                           |                           | Gondebald rei dels burgundis († 516) | Gondebald rei dels burgundis († 516) | Gondebald rei dels burgundis († 516) | Gondebald rei dels burgundis († 516) | Gondebald rei dels burgundis († 516) | Gondebald rei dels burgundis († 516) |                                         |                                         | Khilperic II reis dels buurgundis († 481) | Khilperic II reis dels buurgundis († 481) | Khilperic II reis dels buurgundis († 481) | Khilperic II reis dels buurgundis († 481) | Khilperic II reis dels buurgundis († 481) | Khilperic II reis dels buurgundis († 481) |                           |                           | Khilderic I rei dels francs († 481) | Khilderic I rei dels francs († 481) | Khilderic I rei dels francs († 481) | Khilderic I rei dels francs († 481) | Khilderic I rei dels francs († 481)              | Khilderic I rei dels francs († 481)              |                                                  |                                                  | Sigemer príncep franc el 469                     | Sigemer príncep franc el 469                     | Sigemer príncep franc el 469 | Sigemer príncep franc el 469 | Sigemer príncep franc el 469 | Sigemer príncep franc el 469 |                           |                           | Sigebert el Coix rei de Colònia († 508) | Sigebert el Coix rei de Colònia († 508) | Sigebert el Coix rei de Colònia († 508) | Sigebert el Coix rei de Colònia († 508) | Sigebert el Coix rei de Colònia († 508) | Sigebert el Coix rei de Colònia († 508) |  |  |  |  |  |  |  |  |  |  |  |  |  |  |  |  |  |  |  |  |  |  |  |  |  |  |  |  |  |  |  |  |  |  |  |  |  |  |  |  |  |  |  |  |
|                              |                              |                              |                              |                                |                                |                                |                                |                                |                                |                            |                            |                            |                            |  |  | Arbogast comte de Trèveris (v.471-480) | Arbogast comte de Trèveris (v.471-480) | Arbogast comte de Trèveris (v.471-480) | Arbogast comte de Trèveris (v.471-480) | Arbogast comte de Trèveris (v.471-480) | Arbogast comte de Trèveris (v.471-480) |  |  | Requiari rei dels sueuss († 456)   | Requiari rei dels sueuss († 456)   | Requiari rei dels sueuss († 456)   | Requiari rei dels sueuss († 456)   | Requiari rei dels sueuss († 456)   | Requiari rei dels sueuss († 456)   |                           |                           | Gondebald rei dels burgundis († 516) | Gondebald rei dels burgundis († 516) | Gondebald rei dels burgundis († 516) | Gondebald rei dels burgundis († 516) | Gondebald rei dels burgundis († 516) | Gondebald rei dels burgundis († 516) |                                         |                                         | Khilperic II reis dels buurgundis († 481) | Khilperic II reis dels buurgundis († 481) | Khilperic II reis dels buurgundis († 481) | Khilperic II reis dels buurgundis († 481) | Khilperic II reis dels buurgundis († 481) | Khilperic II reis dels buurgundis († 481) |                           |                           | Khilderic I rei dels francs († 481) | Khilderic I rei dels francs († 481) | Khilderic I rei dels francs († 481) | Khilderic I rei dels francs († 481) | Khilderic I rei dels francs († 481)              | Khilderic I rei dels francs († 481)              |                                                  |                                                  | Sigemer príncep franc el 469                     | Sigemer príncep franc el 469                     | Sigemer príncep franc el 469 | Sigemer príncep franc el 469 | Sigemer príncep franc el 469 | Sigemer príncep franc el 469 |                           |                           | Sigebert el Coix rei de Colònia († 508) | Sigebert el Coix rei de Colònia († 508) | Sigebert el Coix rei de Colònia († 508) | Sigebert el Coix rei de Colònia († 508) | Sigebert el Coix rei de Colònia († 508) | Sigebert el Coix rei de Colònia († 508) |  |  |  |  |  |  |  |  |  |  |  |  |  |  |  |  |  |  |  |  |  |  |  |  |  |  |  |  |  |  |  |  |  |  |  |  |  |  |  |  |  |  |  |  |
|                              |                              |                              |                              |                                |                                |                                |                                |                                |                                |                            |                            |                            |                            |  |  |                                        |                                        |                                        |                                        |                                        |                                        |  |  |                                    |                                    |                                    |                                    |                                    |                                    |                           |                           |                                      |                                      |                                      |                                      |                                      |                                      |                                         |                                         | Clotilde († 545)                          | Clotilde († 545)                          | Clotilde († 545)                          | Clotilde († 545)                          | Clotilde († 545)                          | Clotilde († 545)                          |                           |                           | Clodoveu I rei dels francs († 511)  | Clodoveu I rei dels francs († 511)  | Clodoveu I rei dels francs († 511)  | Clodoveu I rei dels francs († 511)  | Clodoveu I rei dels francs († 511)               | Clodoveu I rei dels francs († 511)               |                                                  |                                                  | NN                                               | NN                                               | NN                           | NN                           | NN                           | NN                           |                           |                           | Cloderic rei de Colònia († 509)         | Cloderic rei de Colònia († 509)         | Cloderic rei de Colònia († 509)         | Cloderic rei de Colònia († 509)         | Cloderic rei de Colònia († 509)         | Cloderic rei de Colònia († 509)         |  |  |  |  |  |  |  |  |  |  |  |  |  |  |  |  |  |  |  |  |  |  |  |  |  |  |  |  |  |  |  |  |  |  |  |  |  |  |  |  |  |  |  |  |
|                              |                              |                              |                              |                                |                                |                                |                                |                                |                                |                            |                            |                            |                            |  |  |                                        |                                        |                                        |                                        |                                        |                                        |  |  |                                    |                                    |                                    |                                    |                                    |                                    |                           |                           |                                      |                                      |                                      |                                      |                                      |                                      |                                         |                                         | Clotilde († 545)                          | Clotilde († 545)                          | Clotilde († 545)                          | Clotilde († 545)                          | Clotilde († 545)                          | Clotilde († 545)                          |                           |                           | Clodoveu I rei dels francs († 511)  | Clodoveu I rei dels francs († 511)  | Clodoveu I rei dels francs († 511)  | Clodoveu I rei dels francs († 511)  | Clodoveu I rei dels francs († 511)               | Clodoveu I rei dels francs († 511)               |                                                  |                                                  | NN                                               | NN                                               | NN                           | NN                           | NN                           | NN                           |                           |                           | Cloderic rei de Colònia († 509)         | Cloderic rei de Colònia († 509)         | Cloderic rei de Colònia († 509)         | Cloderic rei de Colònia († 509)         | Cloderic rei de Colònia († 509)         | Cloderic rei de Colònia († 509)         |  |  |  |  |  |  |  |  |  |  |  |  |  |  |  |  |  |  |  |  |  |  |  |  |  |  |  |  |  |  |  |  |  |  |  |  |  |  |  |  |  |  |  |  |
|                              |                              |                              |                              |                                |                                |                                |                                |                                |                                |                            |                            |                            |                            |  |  |                                        |                                        |                                        |                                        |                                        |                                        |  |  |                                    |                                    |                                    |                                    |                                    |                                    |                           |                           |                                      |                                      |                                      |                                      |                                      |                                      |                                         |                                         |                                           |                                           |                                           |                                           |                                           |                                           |                           |                           |                                     |                                     |                                     |                                     |                                                  |                                                  |                                                  |                                                  |                                                  |                                                  |                              |                              |                              |                              |                           |                           |                                         |                                         |                                         |                                         |                                         |                                         |  |  |  |  |  |  |  |  |  |  |  |  |  |  |  |  |  |  |  |  |  |  |  |  |  |  |  |  |  |  |  |  |  |  |  |  |  |  |  |  |  |  |  |  |
|                              |                              |                              |                              |                                |                                |                                |                                |                                |                                |                            |                            |                            |                            |  |  |                                        |                                        |                                        |                                        |                                        |                                        |  |  |                                    |                                    |                                    |                                    |                                    |                                    |                           |                           |                                      |                                      |                                      |                                      |                                      |                                      |                                         |                                         |                                           |                                           |                                           |                                           |                                           |                                           |                           |                           |                                     |                                     |                                     |                                     |                                                  |                                                  |                                                  |                                                  |                                                  |                                                  |                              |                              |                              |                              |                           |                           |                                         |                                         |                                         |                                         |                                         |                                         |  |  |  |  |  |  |  |  |  |  |  |  |  |  |  |  |  |  |  |  |  |  |  |  |  |  |  |  |  |  |  |  |  |  |  |  |  |  |  |  |  |  |  |  |
|                              |                              |                              |                              |                                |                                |                                |                                |                                |                                |                            |                            |                            |                            |  |  |                                        |                                        |                                        |                                        |                                        |                                        |  |  |                                    |                                    |                                    |                                    | Clodomir rei dels francs           | Clodomir rei dels francs           | Clodomir rei dels francs  | Clodomir rei dels francs  | Clodomir rei dels francs             | Clodomir rei dels francs             |                                      |                                      | Khildebert I rei dels francs         | Khildebert I rei dels francs         | Khildebert I rei dels francs            | Khildebert I rei dels francs            | Khildebert I rei dels francs              | Khildebert I rei dels francs              |                                           |                                           | Clotari I rei dels francs                 | Clotari I rei dels francs                 | Clotari I rei dels francs | Clotari I rei dels francs | Clotari I rei dels francs           | Clotari I rei dels francs           |                                     |                                     | Teodoric I d'Austràsia rei dels francs (511-533) | Teodoric I d'Austràsia rei dels francs (511-533) | Teodoric I d'Austràsia rei dels francs (511-533) | Teodoric I d'Austràsia rei dels francs (511-533) | Teodoric I d'Austràsia rei dels francs (511-533) | Teodoric I d'Austràsia rei dels francs (511-533) |                              |                              |                              |                              |                           |                           |                                         |                                         |                                         |                                         |                                         |                                         |  |  |  |  |  |  |  |  |  |  |  |  |  |  |  |  |  |  |  |  |  |  |  |  |  |  |  |  |  |  |  |  |  |  |  |  |  |  |  |  |  |  |  |  |